# توني (نهر)
نهر توني Tone River هو نهر في منطقة كانتو في اليابان.
يبلغ طوله 322 كم، وهو ثاني أطول نهر في اليابان بعد نهر شينانو، وله منطقة صرف بمساحة 16,840 كم مربع وهي الأكبر في اليابان.
وهو أحد ثلاثة أنهار في اليابان تسمى «الأنهار الثلاثة العظيمة» ، بجانب نهر يوشينو في شيكوكو، ونهر تشيكوغو في كيوشو.